# فيليب ك. ريغلي
فيليب ك. ريغلي (بالإنجليزية: Philip K. Wrigley)‏ هو شخصية أعمال أمريكي، ولد في 5 ديسمبر 1894 في شيكاغو في الولايات المتحدة، وتوفي في 12 أبريل 1977.

## وصلات خارجية
- فيليب ك. ريغلي على موقع الموسوعة البريطانية (الإنجليزية)